# Bożena Chołuj
Bożena Chołuj (* 1956) ist eine polnische Germanistin und Genderforscherin.

## Leben
Bożena Chołuj studierte in Warschau von 1975 bis 1979 Germanistik. Sie wurde 1980 wissenschaftliche Mitarbeiterin am Institut für Germanistik der Warschauer Universität. 1988 erlangte sie den Doktortitel mit der Arbeit: Deutsche Schriftsteller im Banne der Novemberrevolution 1918 (Bernhard Kellermann, Leon Feuchtwanger, Ernst Toller, Erich Mühsam, Franz Jung). Ihr Betreuer war   Karol Sauerland.
1987 lehrte sie an der Universität Essen Literaturgeschichte. 1991 war sie Stipendiatin der Humboldt-Stiftung unter der Betreuung von Albrecht Schöne.
1999 habilitierte sie sich in Warschau mit der Arbeit Alltag als Enge in deutschen Prosawerken vom Ende des 19. Jahrhunderts bis zur Gegenwart.
Im gleichen Jahr wurde sie auf die Professur für Deutsch-Polnische Literatur und Kulturbeziehungen und Gender Studies an die Europa-Universität Viadrina in Frankfurt/Oder berufen (2021 erfolgte die Emeritierung).
Seit ihrer Habilitation lehrt sie als Professorin für Germanistik an der Warschauer Universität. 
1996 gründete sie zusammen mit Małgorzata Fuszara an der Warschauer Universität die erste osteuropäische Genderstudienrichtung.

## Ausgewählte Publikationen

### Als Autorin
- Deutsche Schriftsteller im Banne der Novemberrevolution 1918. Bernhard Kellermann, Lion Feuchtwanger, Ernst Toller, Erich Mühsam, Franz Jung, Wiesbaden 1991.
- Alltag als Enge in deutschen Prosawerken vom Ende des 19. Jahrhunderts bis zur Gegenwart, Warszawa 1999.
- System opieki zdrowotnej – efekty zmian w Polsce i krajach sąsiednich, Warszawa 2019.

### Als Herausgeberin
- Biuletyn Polityczny. Polska - Niemcy. Wydanie polsko-niemieckie, Instytut Polityczny Jakuba Karpiñskiego, Warszawa 1997.
- Die Konstruktion des Anderen in Mitteleuropa. Diskurse, politische Strategien und soziale Praxis, Wissenschaftliche Reihe des Collegium Polonicum, t. 3, Frankfurt/Oder, Słubice, Poznań 2001.
- Europa-Studien. Eine Einführung, Wiesbaden 2006.
- Von der wissenschaftlichen Tatsache zur Wissensproduktion. Ludwik Fleck und seine Bedeutung für die Wissenschaft und Praxis, Frankfurt/M 2007.
- Grenzerfahrungen literarischer Übersetzung. Wissenschaftliche Reihe des Collegium Polonicum, t. 123, Berlin 2007.
- O kobietach po niemiecku... Badania literaturoznawcze i laboratorium doktoranckie, Warszawa 2012.
- Europa-Studien. Eine Einführung, Wiesbaden 2013.
- Od faktu naukowego do produkcji wiedzy. Ludwik Fleck i jego znaczenie dla nauki i praktyki badawczej, Warszawa 2013.
- Interkulturalität und Wissensvermittlung. Didaktischer Umgang mit Differenzen, 2017.